# Ерік Шнейдерман
Ерік Тредд Шнейдерман (англ. Eric Tradd Schneiderman; нар. 31 грудня 1954, Нью-Йорк) — американський юрист і політик, генеральний прокурор штату Нью-Йорк з 2010 по 2018 рр. Член Демократичної партії.
Проходив навчання в Емгерстському коледжі (1977) і Гарвардській школі права (1982). Обирався до Сенату штату Нью-Йорк.